# Bahnhof Elze (Han)

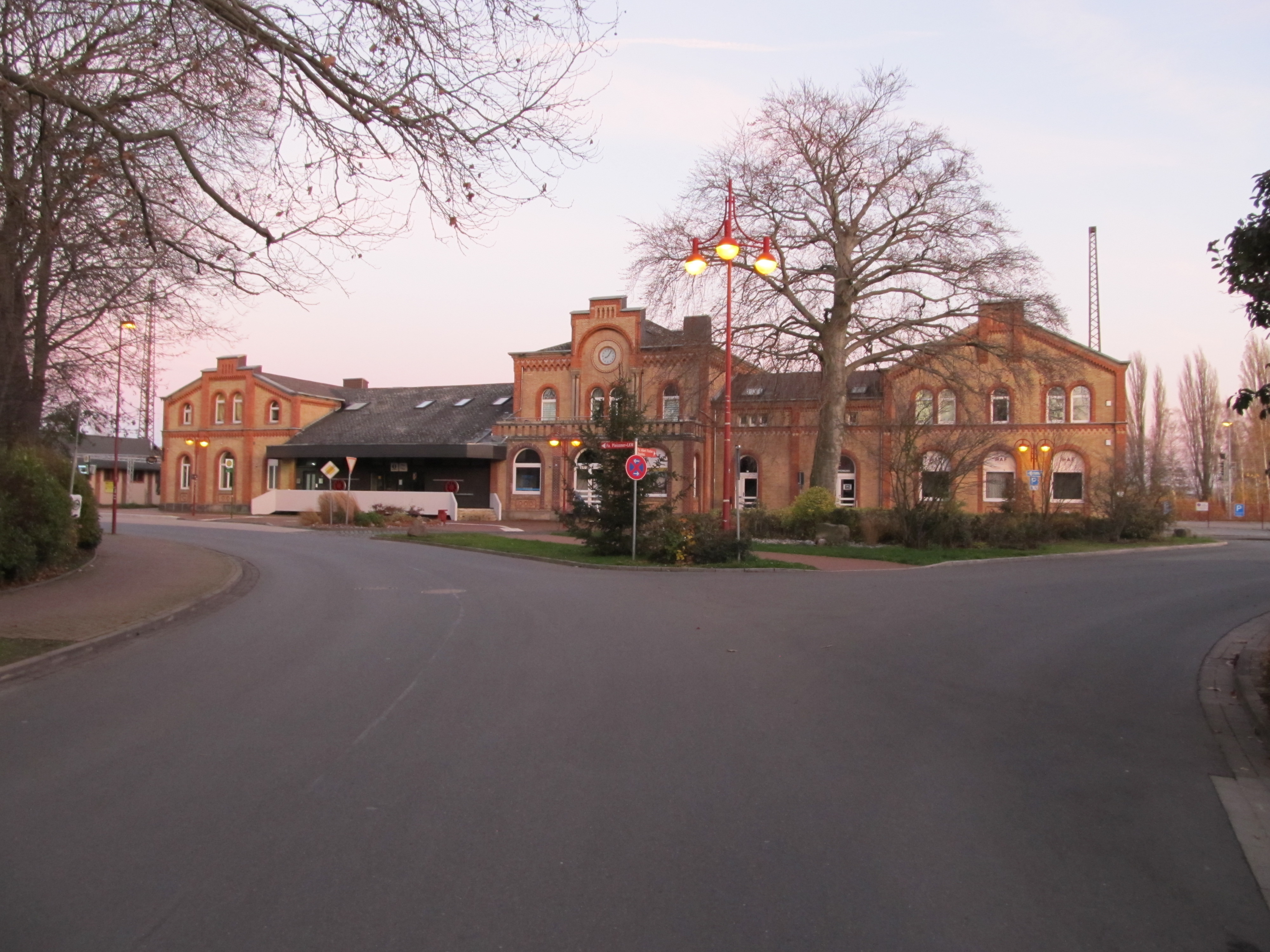
Empfangsgebäude 2020

Der Bahnhof Elze (Han) ist eine Betriebsstelle der Bahnstrecke Hannover–Kassel und der abzweigenden Strecke nach Löhne auf dem Gemeindegebiet von Elze in Niedersachsen.

## Geschichte
Das unter Denkmalschutz stehende Empfangsgebäude wurde durch Conrad Wilhelm Hase, Adolf Funk und Julius Rasch geplant und im Jahr 1854 an der seit 1. Mai 1853 betriebenen Hannoverschen Südbahn eingeweiht. Das Empfangsgebäude bestand anfangs nur aus dem zweistöckigen Mittelbau und zwei eingeschossigen Längsflügeln. Anfang des 20. Jahrhunderts wurde es nördlich und südlich um je einen Querbauten erweitert.
Am 19. Mai 1875 nahm die private Hannover-Altenbekener Eisenbahn-Gesellschaft (HAE) die Bahnstrecke Elze–Löhne für den Güterverkehr und am 30. Juni 1875 für den Personenverkehr in Betrieb. Sie hatte ursprünglich ein eigenes Gebäude südlich des Staatsbahnhofes, nach Verstaatlichung 1880 wurde es abgetragen und an anderer Stelle als Wohnhaus wieder errichtet. Auch eine eigene Lokstation gab es etwa einen Kilometer südlich des Bahnhofes, die aber nach der Verstaatlichung aufgegeben wurde.
Die am 1. Juli 1900 eröffnete Bahnstrecke Bodenburg–Elze wurde 1994 wieder stillgelegt. Die Ausfädelung erfolgte direkt südlich des Bahnhofes in Höhe der Riehe mit einer separaten Brücke. Auch für diese Strecke gab es im südöstlichen Bahnhofsbereich eine Lokstation, die in Teilen bis in die 1960er Jahre benutzt wurde.
Erhalten ist noch der 1906 auf der Westseite errichtete Wasserturm mit angebautem Wohnhaus, der ebenfalls ein Baudenkmal ist.
Das Drucktastenstellwerk Ef wurde 1963 in Betrieb genommen, es löste zwei mechanische Stellwerke un das Stellwerk Er für den südwestlich gelegenen Ablaufberg ab. Am 23. November 2024 wurde das Elektronische Stellwerk Kreiensen II mit den Betriebsstellen Elze, Nordstemmen, Voldagsen und Barnten in Betrieb genommen, welches auch das Stellwerk Ef ablöste.
Die Personenverkehrsanlagen wurden im Rahmen des Programms „Niedersachsen ist am Zug II“ bis 2013 saniert. Gleis 1 liegt am Hausbahnsteig, die weiteren Gleise an zwei Mittelbahnsteigen, die über eine 1910 errichtete Unterführung erreicht werden. Das um 1890 erbaute Bahnsteigdach des zweiten Mittelbahnsteiges steht unter Denkmalschutz. Östlich der Bahnsteige liegt noch ein Durchfahrtsgleis und mehrere Abstellgleise. Südlich liegt der Anschluss der seit 1914 bestehenden Waggonfabrik, die als Waggonbau Graaff firmiert, mit umfangreichen Gleisanlagen. Davor befand sich an deren Stelle eine Zuckerfabrik, die ebenfalls einen Gleisanschluss besaß. Auch im nördlichen Bahnhofsteil gab es mehrere Anschlussgleise, die 1970 noch genutzt wurden. Sämtlich Ladegleise nördlich und südlich des Bahnhofsgebäudes sind entfernt.

## Planungen
Als Teil des Projekts Knoten Hannover im Bundesverkehrswegeplan 2030 sind eine höhenfreie Querung der Bahnstrecke aus Löhne über die Hannöversche Südbahn und die Errichtung eines dritten Gleises nördlich von Elze bis zur Bahnstrecke Lehrte–Nordstemmen geplant.

## Verkehrsanbindung
| Zuggattung           | Linienverlauf                                                                                            | Takt   | Betreiber                          |
| -------------------- | --- | ------ | ---------------------------------- |
| RE 2                 | (Uelzen – Celle –) Hannover – Nordstemmen – Elze – Kreiensen – Northeim – Göttingen                      | 60 min | metronom Eisenbahngesellschaft     |
| RB 77                | (Bünde (Westf) / Herford –) Löhne (Westf) – Rinteln – Hameln – Elze (Han) – Nordstemmen – Hildesheim Hbf | 60 min | Regionalverkehre Start Deutschland |
| Stand: Dezember 2022 | |        |                                    |

Es bestehen im Schienenpersonennahverkehr umsteigefreie Verbindungen Richtung Hannover, Göttingen, Hildesheim/Bodenburg und auf der Weserbahn nach Hameln – Löhne (Westf). Der Bahnhof Elze wird mit Ausnahme der Nachtstunden im Stundentakt bedient. Der Bahnhof verfügt über fünf Bahnsteiggleise. Gleis 1 wird für die RB 77 Richtung Löhne, Gleis 2 für den RE 2 nach Göttingen und die Gleise 3 und 4 werden beide Richtung Norden nach Hannover bzw. Hildesheim benutzt.
Im Fernverkehr halten hier einzelne ICE-Züge der Linie 26.